# In the Lonely Hour
Az In the Lonely Hour Sam Smith angol énekes debütáló stúdióalbuma, amely 2014. május 26-án jelent meg az Egyesült Királyságban a Capitol és a Method Records gondozásában. Az Egyesült Államokban 2014. június 17-én vált elérhetővé. A lemezen olyan slágerlistás dalok szerepelnek, mint a "Money on My Mind" és a "Stay with Me". Mindkét dal elérte az első helyet a brit kislemezeladási listán. Utóbbi világszerte bekerült a Top 10-be több mint húsz országban, az Egyesült Államokban a második helyig jutott. Az "I'm Not the Only One" a harmadik helyet szerezte meg az Egyesült Királyságban, míg a tengerentúlon az ötödik helyig jutott. Az album Deluxe változatán további öt bónuszdal kapott helyet.
A lemez összességében vegyes fogadtatásban részesültː sokan méltatták Smith énektudását, azonban mint dalszerző számos kritikát kapott. Az In the Lonely Hour világszerte nagy sikert aratott. Első helyezést ért el Ausztráliában, Írországban, Új-Zélandon, Dél-Afrikában, Svédországban és az Egyesült Királyságban is. Utóbbiban a 2014-es év második legkelendőbb albuma volt, míg az Egyesült Államokban 2015 harmadik legnépszerűbb lemeze elismerést zsebelhette be . Az 57. Grammy-gálára jelölték az év albuma és a legjobb vokális popalbum kategóriában is. A legnevesebb Grammy-díjat ugyan elvesztette, de a legjobb vokális popalbum díja az övé lett. Az albumot a 2015-ös Brit Awards-ra is jelölték az év brit albuma kategóriában, azonban Smith nem tudta megnyerni azt.
2015 novemberben In the Lonely Hour (Drowning Shadows Edition) címen újra kiadta debütáló albumát, ezúttal azonban 12 új dal kapott helyet a korongon, köztük például az "Omen", a "Lay Me Down (ft. John Legend)" és Amy Winehouse "Love Is a Losing Game" című dalának feldolgozása.

## Az albumon szereplő dalok listája

### In the Lonely Hour (Standard változat)
|     | Cím                  | Szerző(k)                                                       | Producer(ek)                   | Hossz |
| --- | -------------------- | --------------------------------------------------------------- | ------------------------------ | ----- |
| 1.  | Money on My Mind     | Sam Smith, Ben Ash                                              | Two Inch Punch                 | 3:12  |
| 2.  | Good Thing           | S. Smith, Francis White                                         | Eg White                       | 3:21  |
| 3.  | Stay with Me         | S. Smith, James Napier, William Phillips, Tom Petty, Jeff Lynne | Jimmy Napes, Steve Fitzmaurice | 2:52  |
| 4.  | Leave Your Lover     | S. Smith, Simon Aldred                                          | Napes, Fitzmaurice             | 3:08  |
| 5.  | I'm Not the Only One | S. Smith, James Napier                                          | Napes, Fitzmaurice             | 3:59  |
| 6.  | I've Told You Now    | S. Smith, White                                                 | White, Napes, Fitzmaurice      | 3:30  |
| 7.  | Like I Can           | S. Smith, Matt Prime                                            | Napes, Fitzmaurice, Mojam      | 2:47  |
| 8.  | Life Support         | S. Smith, Ash                                                   | Two Inch Punch                 | 2:53  |
| 9.  | Not in That Way      | S. Smith, Fraser T Smith                                        | Fraser T Smith                 | 2:52  |
| 10. | Lay Me Down          | S. Smith, Napier, Elvin Smith                                   | Napes, Fitzmaurice             | 4:13  |

## Minősítések és eladási adatok
| Ország             | Minősítés          | Eladás     |
| ------------------ | ------------------ | ---------- |
| Ausztrália         | 4×-es platinalemez | 280 000+   |
| Brazília           | Platinalemez       | 40 000+    |
| Dánia              | 2x-es platinalemez | 40 000+    |
| Egyesült Államok   | 2x-es platinalemez | 2 951 000+ |
| Egyesült Királyság | 7x-es platinalemez | 2 140 000+ |
| Franciaország      | Platinalemez       | 100 000+   |
| Kanada             | 2x-es platinalemez | 160 000+   |
| Lengyelország      | 2x-es platinalemez | 40 000+    |
| Olaszország        | Aranylemez         | 25 000+    |

## Megjelenések
| Ország                                 | Dátum             | Formátum                  | Kiadó                    |
| -------------------------------------- | ----------------- | ------------------------- | ------------------------ |
| Egyesült Királyság                     | 2014. május 26.   | CD LP digitális letöltés  | Capitol UK Method        |
| Egyesült Államok                       | 2014. június 17.  | CD LP digitális letöltés  | Capitol UK Method        |
| Kína                                   | 2014. július 13.  | CD                        | Universal                |
| Japán                                  | 2015. január 21.  | CD LP digitális letöltés  | Universal                |
| Világszerte (Drowning Shadows Edition) | 2015. november 6. | 2CD LP digitális letöltés | Capitol Universal Method |

## Fordítás
- Ez a szócikk részben vagy egészben  az   In the Lonely Hour című angol Wikipédia-szócikk fordításán alapul.  Az eredeti cikk szerkesztőit annak laptörténete sorolja fel. Ez a jelzés csupán a megfogalmazás eredetét és a szerzői jogokat jelzi, nem szolgál a cikkben szereplő információk forrásmegjelöléseként.